# Mathias Hain
Mathias Hain est un footballeur allemand né le 31 décembre 1972 à Goslar.

## Palmarès
Néant